# دولة اليهود (كتاب)
دَوْلَةُ اليَهُودِ (بالألمانية: Der Judenstaat) عنوانُ كتاب نشره تِيُودُور هِيرِتْسِل، صاحبُ العقيدة الصهيونية. نُشر الكتاب في فيينا ولايبزيغ في 14 فبراير 1896 قبل ثمانية عشر شهرا من انعقاد المؤتمر الصهيوني الأول.
اعتره كثيرون بالكتاب مهم والذي عرض لأول مرة عملية حل مسألة هرتزل اليهودي التي عجزت أوروبا من حلها غير أنه لفت وجلب خطة عمل للدولة، بينما نظر البعض للكتاب ومحتواه بحلم بعيد المنال بالنسبة لليهود، أدى هرتزل إلى مناقشة مفهوم سيادة اليهود، بما في ذلك الفكرة الصهيونية في كتابه، وأكد أن تحقيق فكرة حققت اعترافا دوليا والحقوق القانونية للشعب اليهودي في بلده، ناهيك عن اسمها. وكان هذا الكتاب أساس الصهيونية السياسية الراهنة، والذي يعتقد أنه من أجل تحقيق الاعتراف الدولي والحقوق القانونية للشعب اليهودي إلى أرض إسرائيل قبل بداية التسوية الفعلية، والتوصل إلى تسوية سياسية من شأنها أن تضمن حق اليهود في الأرض، وإلا بعد الحصول على الضمانات القانونية للحقوق السياسية وسوف يكون من الممكن بدء الهجرة الاستيطانية (الهجرة).

## روابط خارجية
- الدولة اليهودية على موقع الموسوعة البريطانية (الإنجليزية)